# 八島未樹
八島 未樹（やしま みき、2月24日 - 、女性）は、東京都出身の日本の歌手、シンガーソングライターである。

## 人物・経歴
- 東京生まれ。自分の気持ちをうまく伝えられず閉じこもっていたとき、音楽と出会い歌う喜びを知り、作曲を始める[1]。
- マイナスな感情の中にある光をあなたと一緒に見つけていきたい、多くの人々の背中をそっと押せるようなアーティストを目指している[1]。
- ギター弾き語り・シンガーソングライターとして都内近郊のライブハウスで活動中[1]。
- 2014年10月より路上ライヴで音楽活動を本格的に始めた。現在、路上ライブは都内・大宮・本厚木を中心に活動中[1]。
- 身長151.5cm（2010/10データ）、血液型B型である[2]。
- 2016年8月よりMESELLBA PROJECT参加する。 順位は上位をキープし、本大会に出場される。
- 2016年9月1日の路上ライブの際にロックバンド GLAYのTERUが観賞、翌日Twitterに動画を載せられ、話題になる。
- 2017年1月23日より山手線1周目（内回り）路上ライブ開始する。2周目開始予定。
- ARABAKI ROCK FEST. 2017 出演オーディション予選通過400組中8組に選ばれる。
- 2017年3月25日 横浜 copper cat cafe にて少人数限定ワンマンライブ開催され、大成功を収める。
- 2017年4月9日 下北沢フェス KNOCKOUT 2017に参加。
- 2017年5月7日 新宿 新宿JAMフェスに参加。
- 2017年6月14日 新井薬師前 ナカノステレオにてオーディションライブに参加。
- 2017年6月18日 MID OF MESELLBA 来場者の協力で予選を突破し、8月で参加一年になる節目として、念願のグランプリを獲得。
- 2017年9月22日 タワーレコード新宿店にてミニアルバムStaring発売記念のサイン会開催。
- 2017年11月28日より4／14のワンマンライブチケット販売開始と共に山手線2周目路上ライブ（外回り）開催。
- 2018年4月14日　渋谷チェルシーホテルにてワンマンライブ『しましまだらけ』開催。

## CD・デジタル配信

### CDアルバム
- Staring 2017.9.19リリース、レーベル：ヤシマレーベル　規格品番：YASI-0002
  - 空色ブルー
  - I can't stay
  - SUMMER DREAM
  - 16時
  - あめのちくもりときどきはれ
  - 道

### CDシングル
- パズル/spring wind 2015.11.16リリース、レーベル：ヤシマレーベル　規格品番：YASI-0001[3]
  - パズル
  - spring wind
  - 砂時計

### CDアルバム（自主制作）
- 8曲入り 2011.11.1 正式リリース（廃盤）
  - spring wind
  - I can't stay
  - myself
  - 小さな花
  - 一番星
  - あめのちくもりときどきはれ
  - ふたり
  - 春の記憶

### CDシングル（自主制作）
- 八島未樹A 2015.4.1 正式リリース（廃盤）[1]
  - spring wind
  - myself
  - 小さな花

- 八島未樹B 2015.4.1 正式リリース（廃盤）[1]
  - ふたり
  - I Can't Stay
  - 春の記憶

- 八島未樹C 2015.4.1 正式リリース（廃盤）[1]
  - あめのちくもりときどきはれ
  - 一番星
  - 空色ブルー
  - 線香花火(2015.1.17 Live)

- 八島未樹D 2015.4.1 正式リリース（廃盤）[1]
  - パズル
  - キリリ(2015.5.2 Live)
- やしましましま　2016.5.23 正式リリース（販売中）
  - RainRain
  - 春の記憶-バラードver.-

## 脚註
1. 1 2 3 4 5 6 7 8  八島未樹WEB SITEより
2. ↑  魔法のiらんど、八島未樹のページより
3. ↑  ORICONSTYLEより